# 오토밸리로
오토밸리로(Autovalley-ro)는 울산광역시 북구 양정동과 중산동 중산 교차로를 잇는 도로이다.

## 연혁
- 2001년: 착공
- 2002년: 3구간 착공
- 2003년: 2-1구간 착공
- 2005년: 1구간 개통
- 2007년: 3구간 개통
- 2008년: 2-2구간 착공
- 2011년: 2-1구간 개통
- 2013년: 2-3구간 개통
- 2017년: 전 구간 개통

## 주요 경유지
울산광역시
- 북구 (중산동 · 농소동  .  송정동  · 효문동)

## 노선
- (■): 자동차 전용도로 구간

| 이름                   | 접속 노선                      | 소재지        | 소재지        | 소재지        | 비고          |
| 이예로와 직결          | 이예로와 직결                  | 이예로와 직결 | 이예로와 직결 | 이예로와 직결 | 이예로와 직결 |
| ---------------------- | ------------------------------ | ------------- | ------------- | ------------- | ------------- |
| 중산 교차로 (중산IC교) | 국도 제7호선 (산업로)          | 울산광역시    | 북구          | 중산동        |               |
| (이름없음)             | 중산동로                       | 울산광역시    | 북구          | 농소동        |               |
| 매곡 교차로            | 매곡로                         | 울산광역시    | 북구          | 농소동        |               |
| 신기교                 |                                | 울산광역시    | 북구          | 농소동        |               |
| (이름없음)             | 매곡산업로                     | 울산광역시    | 북구          | 농소동        |               |
| 호계 나들목 (홉골교)   | 호계매곡6로                    | 울산광역시    | 북구          | 농소동        |               |
| (이름 없음) (송정1교)  | 박상진1로 저수지길             | 울산광역시    | 북구          | 송정동        |               |
| 화봉 교차로            | 화산중앙로                     | 울산광역시    | 북구          | 송정동        |               |
| 연암IC 교차로          | 국도 제31호선 (무룡로)         | 울산광역시    | 북구          | 효문동        |               |
| 효문교                 |                                | 울산광역시    | 북구          | 효문동        |               |
| 효정삼거리             | 모듈화산업로                   | 울산광역시    | 북구          | 효문동        |               |
| 율동교                 |                                | 울산광역시    | 북구          | 효문동        |               |
| (이름없음)             | 울산광역시도 제70호선 (염포로) | 울산광역시    | 북구          | 효문동        |               |